# Euxoa flavopallida
Euxoa flavopallida är en fjärilsart som beskrevs av Tutt 1892. Euxoa flavopallida ingår i släktet Euxoa och familjen nattflyn. Inga underarter finns listade i Catalogue of Life.